# Diartrose

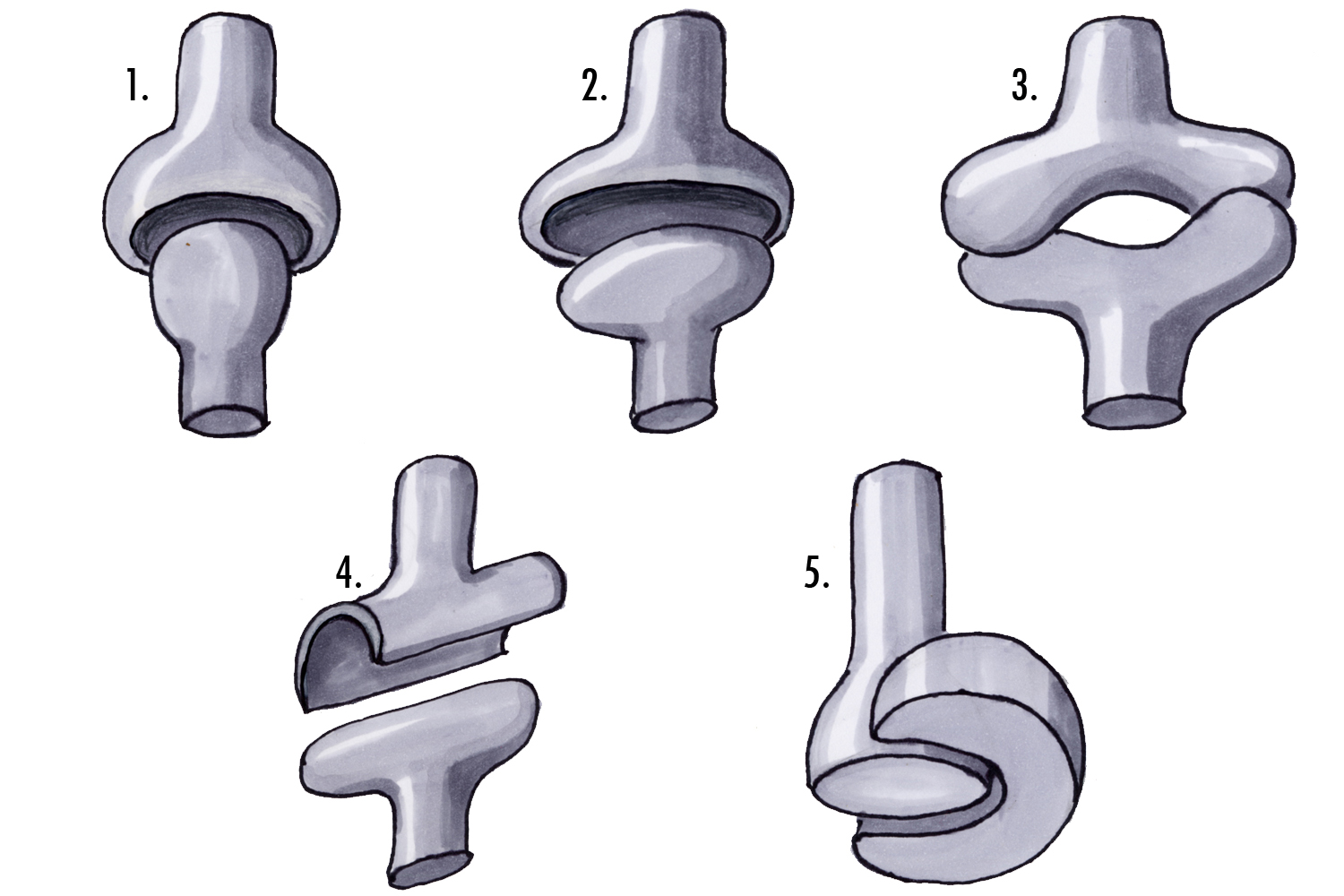
1- enartrose, 2- condiliartrose, 3- selar, 4- trocleartrose e 5- trocoide.

Diartroses ou articulações sinoviais são articulações móveis, formadas por cartilagem hialina, no encontro de dois ossos com líquido sinovial (água com proteoglicanos, glicosaminoglicanos similar ao plasma) mantido por uma membrana sinovial formada por fibrocartilagem.

## Classificação
Classificação de acordo com os eixos de movimento:
- Uniaxial (1 eixo, 2 movimentos):
  - Trocleartroses, gínglimo ou articulação em dobradiça (permite extensão e flexão): falanges, cotovelo.
  - Trocoide ou pivô (permite movimento de rotação, onde um osso desliza sobre outro fixo):articulações rádio-ulnar e atlanto-axial.
  - Artródia ou plana (deslizamento para Josean frente e para trás): articulações dos ossos carpais e tarsais, articulação da mandíbula.

- Biaxial (2 eixos, 4 movimentos):
  - Condilar ou elipsoide (extremidade côncava em contato com outra convexa, limitando o movimento): articulações atlanto-occiptal e entre o punho e o carpo.
  - Selar ou encaixe recíproco (relacionamento de extremidades de igual curvatura, permitindo a circundação): articulação carpo-metacarpal do polegar.

- Triaxial ou (3 eixos, 6 movimentos): 
  - esferoide ou enartrose: permite  como articulação do ombro e quadril.

## Tipos

### Concordantes
Entre as falanges dos dedos, as articulações são trocleares, ou seja, similar a uma dobradiça. Já entre o metacarpo e a primeira falange é do tipo condilar, permitindo mais diversidade de movimentos.
- Enartroses ou esferoides – superfícies esféricas (ex: úmero e escápula)
- Trocartroses ou trocoides – superfícies cilíndricas (ex: rádio e ulna)
- Trocleartroses ou gínglimos – forma de dobradiça (ex: úmero e ulna)
- Condilartroses ou elipse – superfícies elípticas (ex: úmero e rádio)
- Efipiartroses ou sela de montar: encaixe recíproco entre os ossos (ex: falange do polegar e primeiro metacarpo)
- Artrodias, deslizamento, planas ou irregulares – superfícies planas (ex: entre os carpos)

### Discordantes
Precisam de fibrocartilagem na articulação para que os ossos concordem:
- Meniscartroses – apresentam uma fibrocartilagem em forma de menisco que aumenta a superfície articular e a torna mais côncava (ex. joelho)
- Heteroartroses – possuem ligamentos (ex. entre atlas e áxis)